# 埃尔罗夫莱多
埃尔罗夫莱多，是西班牙卡斯蒂利亚-拉曼恰雷阿尔城省的一个市镇。 总面积106平方公里，总人口1102人（2001年），人口密度10人/平方公里。